# Sokol (Lužické hory, 668 m)
Sokol (668 m n. m., německy Hackelsberg) je výrazný kopec v Lužických horách, tyčící se 1 km severně od Kytlice v okrese Děčín. Kuželovitý vrchol částečně pokrývá kamenná suť a je porostlý řídkou bučinou s přimíšenými javory. Na východních a severovýchodních svazích vyčnívá několik menších skalních ostrohů, které umožňují omezené výhledy mezi stromy na okolní kopce, např. Velkou Tisovou, Střední vrch nebo Velký Buk.
Ve východní části Lužických hor se nachází ještě kopec se stejným jménem - Sokol (592 m n. m.), tyčící se nad Petrovicemi v okrese Liberec. Oba Sokoly dělí 15 km.

## Přístup

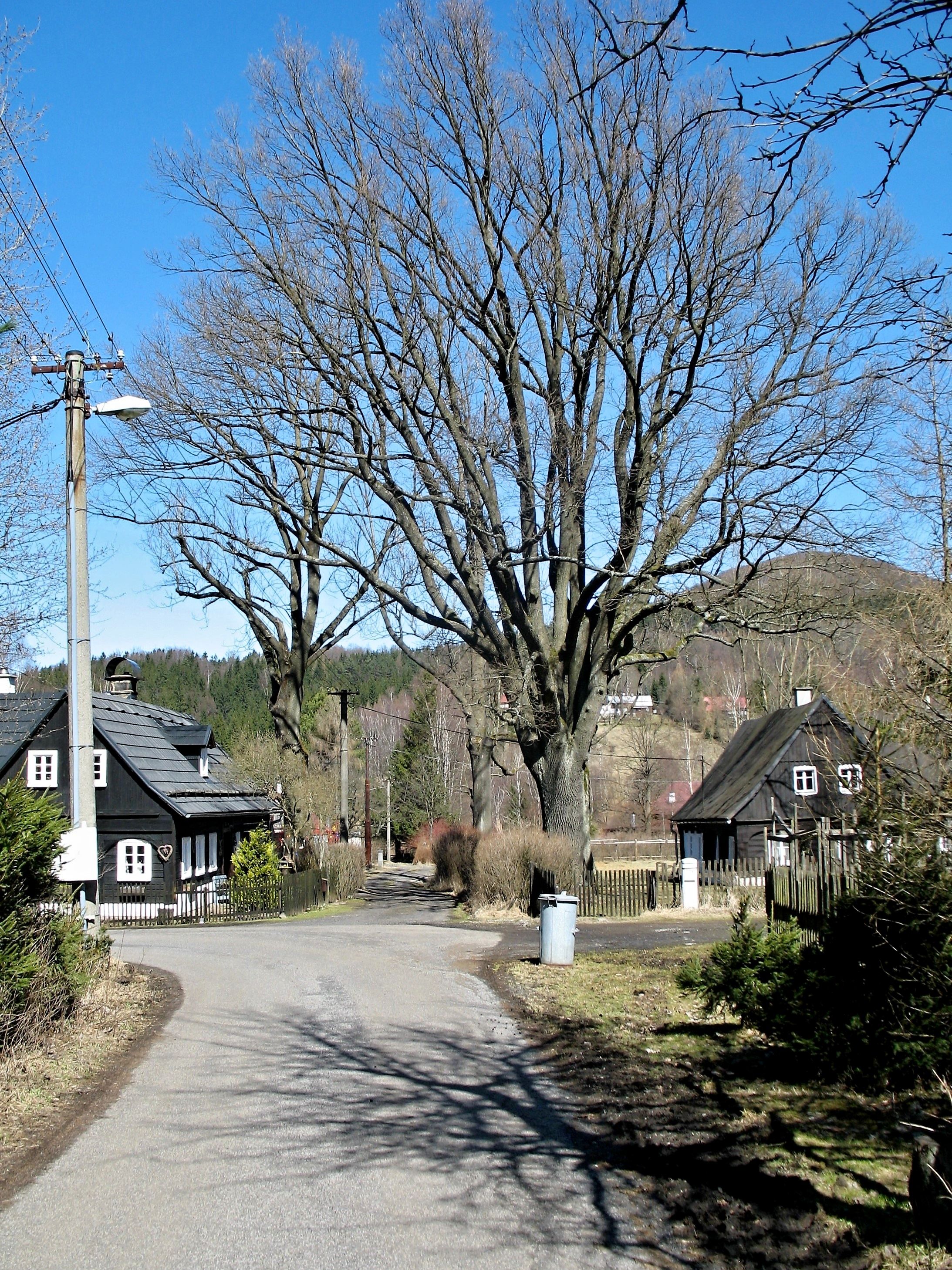
Pohled na Sokol z Kytlice

Na Sokol nevede žádná značená ani neznačená cesta. Po západním úbočí vede silnička z Dolního Falknova do Krásného Pole, která je značená jako cyklistická trasa č. 211. Z ní po 1,5 km odbočuje doprava lesní cesta, která celý kopec obchází. Nejvyššího bodu dosahuje v severním ohybu (600 m n. m.), odkud lze vystoupat řídkým bukovým lesem až na vrchol. Celková délka výstupu z Dolního Falknova činí 2,5 km s převýšením přes 200 metrů.

## Černá stavba na Sokolu
Na jaře roku 2020 vybudoval manažer jedné liberecké firmy bez povolení úřadů a bez vědomí místních občanů ve vrcholových partiích hory Sokol soukromý lovecký srub. Dům s vyhlídkovou terasou zpočátku prezentoval jako posed. Černou stavbu objevil člen tzv. Vlčích hlídek Hnutí DUHA při kontrole míst, kde se dříve pohybovali vlci.